# Giro d’Italia 1990
Der 73. Giro d’Italia wurde in 21 Abschnitten und 3464 Kilometern vom 18. Mai bis zum 6. Juni 1990 ausgetragen und vom Italiener Gianni Bugno gewonnen. Er sicherte sich auf der ersten Etappe das Maglia rosa und verteidigte es bis zum Ende. Von den 198 gestarteten Fahrern erreichten 163 das Ziel in Mailand.

## Verlauf
| Etappe | von              | nach                  | km       | Gewinner           | Maglia rosa  |
| ------ | ---------------- | --------------------- | -------- | ------------------ | ------------ |
| 1      | Bari             | Bari                  | 13 (EZF) | Gianni Bugno       | Gianni Bugno |
| 2      | Bari             | Sala Consilina        | 239      | Giovanni Fidanza   | Gianni Bugno |
| 3      | Sala Consilina   | Vesuv                 | 190      | Eduardo Chozas     | Gianni Bugno |
| 4A     | Ercolano         | Nola                  | 31       | Stefano Allochio   | Gianni Bugno |
| 4B     | Nola             | Sora                  | 164      | Phil Anderson      | Gianni Bugno |
| 5      | Sora             | Teramo                | 247      | Fabrizio Convalle  | Gianni Bugno |
| 6      | Teramo           | Fabriano              | 200      | Luca Gelfi         | Gianni Bugno |
| 7      | Fabriano         | Vallombrosa           | 197      | Gianni Bugno       | Gianni Bugno |
| 8      | Reggello         | Marina di Pietrasanta | 188      | Stefano Allocchio  | Gianni Bugno |
| 9      | La Spezia        | Langhirano            | 176      | Wolodymyr Pulnikow | Gianni Bugno |
| 10     | Grinzane Cavour  | Cuneo                 | 68 (EZF) | Luca Gelfi         | Gianni Bugno |
| 11     | Cuneo            | Lodi                  | 241      | Adriano Baffi      | Gianni Bugno |
| 12     | Brescia          | Baselga di Piné       | 193      | Eric Boyer         | Gianni Bugno |
| 13     | Baselga di Piné  | Udine                 | 224      | Mario Cipollini    | Gianni Bugno |
| 14     | Klagenfurt (AUT) | Klagenfurt (AUT)      | 164      | Allan Peiper       | Gianni Bugno |
| 15     | Velden (AUT)     | Toblach               | 226      | Eric Boyer         | Gianni Bugno |
| 16     | Toblach          | Pordoijoch            | 171      | Charly Mottet      | Gianni Bugno |
| 17     | Moena            | Aprica                | 223      | Leonardo Sierra    | Gianni Bugno |
| 18     | Aprica           | Gallarate             | 180      | Adriano Baffi      | Gianni Bugno |
| 19     | Gallarate        | Sacro Monte di Varese | 39 (EZF) | Gianni Bugno       | Gianni Bugno |
| 20     | Mailand          | Mailand               | 90       | Mario Cipollini    | Gianni Bugno |

## Endstände
| \| Gesamtwertung \| Gesamtwertung \| Gesamtwertung \| Gesamtwertung \| Gesamtwertung \| \| Fahrer \| Fahrer \| Land \| Team \| Zeit \| \| ------------- \| ------------------------ \| ------------- \| --------------------------------- \| ---------------- \| \| 1. \| Gianni Bugno \| Italien \| Chateau d'Ax-Salotti \| 91 h 51 min 08 s \| \| 2. \| Charly Mottet \| Frankreich \| RMO \| + 6 min 33 s \| \| 3. \| Marco Giovannetti \| Italien \| Seur \| + 9 min 01 s \| \| 4. \| Wladimir Pulnikow \| Sowjetunion \| Alfa Lum \| + 12 min 19 s \| \| 5. \| Federico Echave \| Spanien \| CLAS-Cajastur \| + 12 min 25 s \| \| 6. \| Franco Chioccioli \| Italien \| Del Tongo-Rex \| + 12 min 36 s \| \| 7. \| Marino Lejarreta \| Spanien \| ONCE \| + 14 min 31 s \| \| 8. \| Pēteris Ugrjumovs \| Sowjetunion \| Alfa Lum \| + 17 min 02 s \| \| 9. \| Massimiliano Lelli \| Italien \| Ariostea \| + 17 min 14 s \| \| 10. \| Leonardo Sierra \| Venezuela \| Selle Italia-Eurocar-Mosoca-Galli \| + 19 min 12 s \| \| 11. \| Eduardo Chozas Olmo \| Spanien \| ONCE \| + 20 min 13 s \| \| 12. \| Claudio Chiappucci \| Italien \| Carrera Jeans-Vagabond \| + 23 min 28 s \| \| 13. \| Fabrice Philipot \| Frankreich \| Castorama \| + 25 min 47 s \| \| 14. \| Angelo Lecchi \| Italien \| Del Tongo-Rex \| + 26 min 01 s \| \| 15. \| Gert-Jan Theunisse \| Niederlande \| Panasonic-Sportlife \| + 28 min 43 s \| \| 16. \| Enrico Zaina \| Italien \| Carrera Jeans-Vagabond \| + 30 min 29 s \| \| 17. \| Flavio Giupponi \| Italien \| Carrera Jeans-Vagabond \| + 31 min 01 s \| \| 18. \| Jean-Claude Bagot \| Frankreich \| RMO \| + 31 min 58 s \| \| 19. \| Stephen Hodge \| Australien \| ONCE \| + 33 min 54 s \| \| 20. \| Zenon Jaskuła \| Polen \| Diana-Colnago-Animex \| + 37 min 10 s \| \| 21. \| François Lemarchand \| Frankreich \| Z \| + 37 min 43 s \| \| 22. \| Maurizio Vandelli \| Italien \| GIS Gelati-Benotto \| + 40 min 48 s \| \| 23. \| Éric Boyer \| Frankreich \| Z \| + 43 min 06 s \| \| 24. \| Gilbert Duclos-Lassalle \| Frankreich \| Z \| + 46 min 19 s \| \| 25. \| Francisco Javier Mauleón \| Spanien \| CLAS-Cajastur \| + 47 min 10 s \| |                          |             |                                   |                  |
| |                          |             |                                   |                  |
| |                          |             |                                   |                  |
| Gesamtwertung |                          |             |                                   |                  |
| Fahrer | Fahrer                   | Land        | Team                              | Zeit             |
| 1. | Gianni Bugno             | Italien     | Chateau d'Ax-Salotti              | 91 h 51 min 08 s |
| 2. | Charly Mottet            | Frankreich  | RMO                               | + 6 min 33 s     |
| 3. | Marco Giovannetti        | Italien     | Seur                              | + 9 min 01 s     |
| 4. | Wladimir Pulnikow        | Sowjetunion | Alfa Lum                          | + 12 min 19 s    |
| 5. | Federico Echave          | Spanien     | CLAS-Cajastur                     | + 12 min 25 s    |
| 6. | Franco Chioccioli        | Italien     | Del Tongo-Rex                     | + 12 min 36 s    |
| 7. | Marino Lejarreta         | Spanien     | ONCE                              | + 14 min 31 s    |
| 8. | Pēteris Ugrjumovs        | Sowjetunion | Alfa Lum                          | + 17 min 02 s    |
| 9. | Massimiliano Lelli       | Italien     | Ariostea                          | + 17 min 14 s    |
| 10. | Leonardo Sierra          | Venezuela   | Selle Italia-Eurocar-Mosoca-Galli | + 19 min 12 s    |
| 11. | Eduardo Chozas Olmo      | Spanien     | ONCE                              | + 20 min 13 s    |
| 12. | Claudio Chiappucci       | Italien     | Carrera Jeans-Vagabond            | + 23 min 28 s    |
| 13. | Fabrice Philipot         | Frankreich  | Castorama                         | + 25 min 47 s    |
| 14. | Angelo Lecchi            | Italien     | Del Tongo-Rex                     | + 26 min 01 s    |
| 15. | Gert-Jan Theunisse       | Niederlande | Panasonic-Sportlife               | + 28 min 43 s    |
| 16. | Enrico Zaina             | Italien     | Carrera Jeans-Vagabond            | + 30 min 29 s    |
| 17. | Flavio Giupponi          | Italien     | Carrera Jeans-Vagabond            | + 31 min 01 s    |
| 18. | Jean-Claude Bagot        | Frankreich  | RMO                               | + 31 min 58 s    |
| 19. | Stephen Hodge            | Australien  | ONCE                              | + 33 min 54 s    |
| 20. | Zenon Jaskuła            | Polen       | Diana-Colnago-Animex              | + 37 min 10 s    |
| 21. | François Lemarchand      | Frankreich  | Z                                 | + 37 min 43 s    |
| 22. | Maurizio Vandelli        | Italien     | GIS Gelati-Benotto                | + 40 min 48 s    |
| 23. | Éric Boyer               | Frankreich  | Z                                 | + 43 min 06 s    |
| 24. | Gilbert Duclos-Lassalle  | Frankreich  | Z                                 | + 46 min 19 s    |
| 25. | Francisco Javier Mauleón | Spanien     | CLAS-Cajastur                     | + 47 min 10 s    |

| Punktewertung | Punktewertung    | Punktewertung | Punktewertung        | Punktewertung |
| Fahrer        | Fahrer           | Land          | Team                 | Punkte        |
| ------------- | ---------------- | ------------- | -------------------- | ------------- |
| 1.            | Gianni Bugno     | Italien       | Chateau d'Ax-Salotti | 195 P.        |
| 2.            | Phil Anderson    | Australien    | TVM-Yoko             | 176 P.        |
| 3.            | Mario Cipollini  | Italien       | Del Tongo-Rex        | 176 P.        |
| 4.            | Giovanni Fidanza | Italien       | Chateau d'Ax-Salotti | 167 P.        |
| 5.            | Adriano Baffi    | Italien       | Ariostea             | 118 P.        |

| Bergwertung | Bergwertung         | Bergwertung | Bergwertung            | Bergwertung |
| Fahrer      | Fahrer              | Land        | Team                   | Punkte      |
| ----------- | ------------------- | ----------- | ---------------------- | ----------- |
| 1.          | Claudio Chiappucci  | Italien     | Carrera Jeans-Vagabond | 74 P.       |
| 2.          | Maurizio Vandelli   | Italien     | GIS Gelati-Benotto     | 56 P.       |
| 3.          | Gianni Bugno        | Italien     | Chateau d'Ax-Salotti   | 48 P.       |
| 4.          | Eduardo Chozas Olmo | Spanien     | ONCE                   | 47 P.       |
| 5.          | Phil Anderson       | Australien  | TVM-Yoko               | 34 P.       |

| Nachwuchswertung | Nachwuchswertung   | Nachwuchswertung | Nachwuchswertung                  | Nachwuchswertung |
| Fahrer           | Fahrer             | Land             | Team                              | Zeit             |
| ---------------- | ------------------ | ---------------- | --------------------------------- | ---------------- |
| 1.               | Wladimir Pulnikow  | Sowjetunion      | Alfa Lum                          | 92 h 03 min 27 s |
| 2.               | Pēteris Ugrjumovs  | Sowjetunion      | Alfa Lum                          | + 4 min 43 s     |
| 3.               | Massimiliano Lelli | Italien          | Ariostea                          | + 4 min 55 s     |
| 4.               | Leonardo Sierra    | Venezuela        | Selle Italia-Eurocar-Mosoca-Galli | + 6 min 53 s     |
| 5.               | Enrico Zaina       | Italien          | Carrera Jeans-Vagabond            | + 18 min 10 s    |

| Mannschaftswertung | Mannschaftswertung     | Mannschaftswertung | Mannschaftswertung |
| Team               | Team                   | Land               | Zeit               |
| ------------------ | ---------------------- | ------------------ | ------------------ |
| 1.                 | ONCE                   | Spanien            | 276 h 33 min 04 s  |
| 2.                 | Carrera Jeans-Vagabond | Italien            | + 3 min 57 s       |
| 3.                 | Del Tongo-Rex          | Italien            | + 7 min 39 s       |
| 4.                 | Alfa Lum               | San Marino         | + 16 min 48 s      |
| 5.                 | Ariostea               | Italien            | + 28 min 54 s      |